# 格罗西奥
格罗西奥（義大利語：Grosio）是意大利松德里奥省的一个市镇。总面积127平方公里，人口4693人，人口密度37.0人/平方公里（2009年）。国家统计（ISTAT）代码为014033。

## 友好城市
- 義大利拉斯特拉阿锡尼亚 1989年